# بيت الرونة (المخادر)

تعديل مصدري - تعديل

بيت الرونة محلة تابعة لقرية الضبات، التابعة لعزلة بني سرحة بمديرية المخادر إحدى مديريات محافظة إب في الجمهورية اليمنية، بلغ تعداد سكانها 67 حسب تعداد اليمن لعام 2004.